# Фитч, Уолтер Монро
Уолтер Фитч (англ. Walter Monroe Fitch; 21 мая 1929, Сан-Диего, Калифорния — 10 марта 2011, Ирвайн, Калифорния) — американский эволюционный биолог, пионер в области молекулярной эволюции. Доктор философии (1958), эмерит-профессор Калифорнийского университета в Ирвайне, прежде профессор Висконсинского университета в Мадисоне; член НАН США (1989) и Американского философского общества (2000). Основоположник молекулярной филогенетики. Пионер теории молекулярных эволюционных часов.

## Биография
В Калифорнийском университете в Беркли получил степени бакалавра химии (1953) и доктора философии по сравнительной биохимии (1958). Прошёл ряд постдокторских назначений, после чего 24 года преподавал в Медицинской школе Висконсинского университета в Мадисоне (с 1962 по 1986 годы, в должности профессора — с 1972 года). В 1989 году перешел в Калифорнийский университет в Ирвайне, где стал профессором экологии и эволюционной биологии, в 1990—1995 годах заведовал соответствующей кафедрой; с 2009 года эмерит-профессор.
Почётный доктор (2001).
Сооснователь Society for Molecular Biology and Evolution (в 1992), первый его президент. Обществом ныне ежегодно присуждается Walter M. Fitch Award.
Член NCSE, Американской академии искусств и наук (1991), иностранный член Лондонского Линнеевского общества (1994).
Основатель журнала Molecular Biology and Evolution, его шеф-редактор в 1983-1993 годах. Состоял в редколлегиях Systematic Zoology, Journal of Molecular Evolution, Genomics.
Автор более чем 180 рецензированных статей.
Автор работ по молекулярной эволюции, ряда работ о молекулярных часах. Наиболее известная статья вышла в Science (1967) — она вошла в Citation Classic in Current Contents (1988). Публиковался в Proceedings of the National Academy of Sciences. Автор книги The Three Failures of Creationism. Logic, Rhetoric, and Science (University of California Press, 2012).
Умер во сне. Остались супруга, две дочери и сын, две падчерицы, внуки.

## Избранные публикации
- Fitch, W. M. and E. Margoliash. (1967). Construction of phylogenetic trees.  Science 155: 279–284.
- Fitch, W. M. (1970). Distinguishing homologous from analogous proteins. Systematic Biology 19 (2): 99-113.
- Fitch, W. M.  (1971).  Toward defining the course of evolution: minimum change for a specified tree topology.  Systematic Zoology  20 (4): 406-416
- Fitch, W. M. (2012). The Three Failures of Creationism: Logic, Rhetoric, and Science. University of California Press.